# Руэль, Илер Марен
Илер Марен Руэль (фр. Hilaire Marin Rouelle; 15 февраля 1718 — 7 апреля 1779) — французский химик, младший брат Гийома Франсуа Руэля, известный, прежде всего, открытием мочевины в 1773 году.
Руэль был аптекарем герцога Орлеанского. После смерти брата в 1770 году занял пост демонстратора химических экспериментов в Жардин-дю-Руа. Он изучал состав олова, минеральной воды и драгоценных камней, исследовал состав крови. Также Руэль обнаружил хлорид калия и хлорид натрия. Указал на содержание щелочных металлов в различных растениях. В 1777 году Руэль опубликовал статью о производстве фосфорной кислоты из костей животных.